# Andrea Fumagalli (economista)

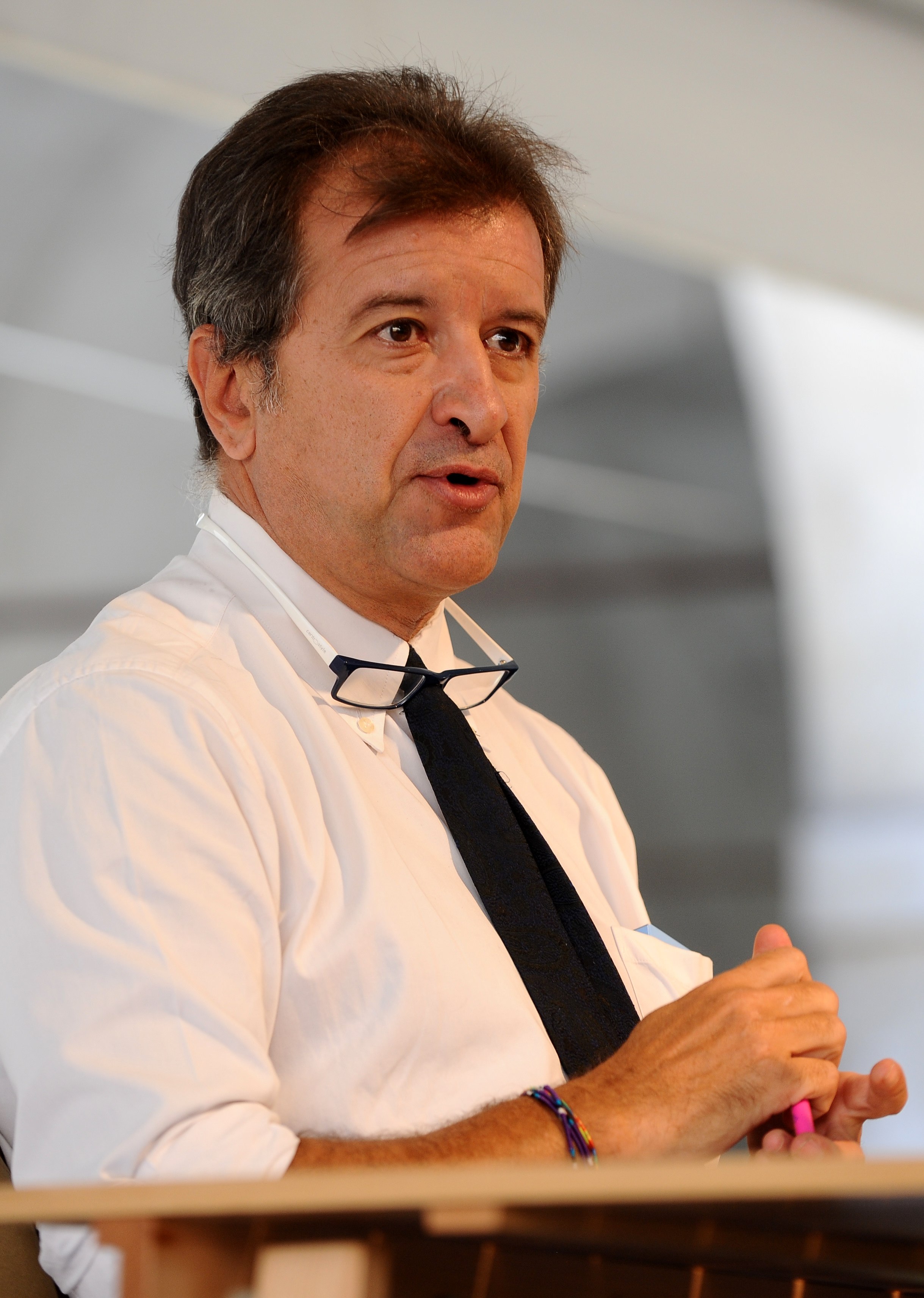
Andrea Fumagalli nel 2012 al Festivaletteratura di Mantova.

Andrea Fumagalli (Milano, 23 febbraio 1959) è un economista italiano.

## Biografia

### Gli studi
Andrea Fumagalli si è laureato nel 1984 all'Università Bocconi in discipline economiche e sociali con una tesi sul processo inflazionistico e l'intermediazione creditizia nell'Italia degli anni ottanta, avendo come relatori i proff. Mario Monti e Giorgio Lunghini.
Dopo la laurea ha proseguito l'attività di ricerca sia all'interno della stessa Università Bocconi che frequentando importanti istituti accademici europei e statunitensi, tra cui l'École des Hautes Études en Sciences Sociales a Parigi e la New School for Social Research a New York.
Nel 1990 consegue il titolo di Dottore di Ricerca in Economia Politica presso il consorzio delle università milanesi costituito da Statale, Bocconi e Cattolica con una tesi in cui propone un'integrazione fra teorie del circuito monetario e teorie evolutive di impresa.

### La carriera accademica
Successivamente ha intrapreso la carriera accademica come professore incaricato presso l'Università di Sassari, poi come ricercatore presso l'Università di Pavia. Ha anche insegnato all'Università di Maputo in Mozambico, all'Università Bocconi (dal 1990 fino al 2010, Modelli Economici e Teorie Economiche Alternative), all'Università di Bergamo, sede di Treviglio (nel 2010 e nel 2011, Economia delle innovazioni) e all'Università di Milano Bicocca (Economia Internazionale).
Dal 2001 è professore associato di Economia Politica presso la Facoltà di Economia dell'Università di Pavia dove ha insegnato Macroeconomia e dove insegna Teoria dell'impresa. Insegna anche Economia politica della conoscenza presso il Corso di laurea in Comunicazione multimediale della stessa università. e, dal 2011, Storia dell'Economia Politica presso la facoltà di Filosofia a Pavia.
I suoi interessi di ricerca sono prevalentemente relativi alla teoria macroeconomica, alla teorie monetarie eterodosse, all'economia dell'innovazione, alla distribuzione del reddito e alle mutazioni del capitalismo contemporaneo. Le principali riviste scientifiche dove ha pubblicato i suoi contributi sono le seguenti: International Journal of Political Economy, Review of Social Economy, Small Business Economics, European Journal of Economic and Social Systems, L'Industria, Studi Economici, Economia Politica.

### Interventi nel dibattito pubblico e militanza
Spesso su posizioni ben lontane dal pensiero “ mainstream” in ambito economico ha scritto numerosi saggi, curato opere collettanee ed è intervenuto più volte sui principali periodici nazionali sostenendo, tra l'altro, la necessità di introdurre un reddito minimo di esistenza. Ha anche studiato la fattibilità di politiche di sostegno al reddito lavorando all'interno dell'Osservatorio sulle politiche sociali in Friuli Venezia Giulia e Slovenia.
Nel pieno della crisi europea del debito sovrano, ha contribuito a sostenere l'idea avanzata dal movimento degli indignati di un "diritto all'insolvenza" che sarebbe utile a "rompere il circuito della speculazione finanziaria ... favorendo la completa svalutazione dei titoli sovrani che sono di volta in volta al centro dell'attività speculativa".
Nel corso del dibattito sull'abolizione dell'articolo 18 ha criticato in modo efficace le posizioni di chi, come Alberto Alesina e Francesco Giavazzi, sostiene che l'abolizione dell'articolo 18 genererebbe un incremento della produttività delle imprese italiane. Fumagalli sostiene invece, sulla base delle sue ricerche, che le imprese con più di 15 addetti assumono prevalentemente tramite contratti precari perché intendono scaricare sulla flessibilità del lavoro l'incertezza e i costi della crisi. La strategia imprenditoriale incide negativamente sulla dinamica della produttività, che infatti in Italia è bassa perché le economie di scala dinamiche che ne stanno alla base richiedono continuità di lavoro e di reddito. "La scarsa produttività italiana è dovuta proprio ad un eccesso di precarietà e non è certo abrogando l'art. 18 (o introducendo gabbie salariali) che tale problema può essere risolto [...] prima di intervenire su qualsiasi processo di riforma del mercato del lavoro, sarebbe più utile e produttivo procedere ad una razionalizzazione del sistema degli ammortizzatori sociali tramite due semplici misure: la separazione tra assistenza (a carico della fiscalità collettiva) e previdenza contributiva (a carico, tramite Inps, dei lavoratori e delle imprese) e l'introduzione di un'unica misura di reddito di base, erogato in modo individuale e incondizionato a tutti coloro che hanno un reddito inferiore ad una determinata soglia (da contrattare)".
E' vicepresidente del BIN-Italia (Basic Income Network-Italia) ed è stato membro dell'Executive Committee del BIEN. È stato attivo anche nella ricerca militante all'interno del Collettivo UniNomade2.0, della rete degli Stati Generali della Precarietà e dei Quaderni di San Precario. Attualmente è parte della rete di ricerca e di analisi internazionale Effimera.org.

## Opere

### Libri
- L'Antieuropa delle monete, coautore Lapo Berti, introduzione di Sergio Bologna, Manifestolibri, Roma, 1993;[11]
- Moneta e Tecnologia: le istituzioni instabili dell'economia capitalistica, prefazione di Giorgio Lunghini, Franco Angeli, Milano, 1995;[12]
- La piccola e media impresa in Provincia di Milano nei primi anni ‘90, Franco Angeli, Milano, 1996;
- La moneta nell'impero, coautori Christian Marazzi e Adelino Zanini, introduzione di Toni Negri, Ombre Corte, Verona, 2002;[13]
- Il mercato del lavoro: problematiche e trasformazioni, UPAD, Bolzano, 2003;[14]
- Il lavoro. Nuovo e vecchio sfruttamento, Edizioni Punto Rosso, Milano, 2006;[15]
- Bioeconomia e capitalismo cognitivo, Verso un nuovo paradigma di accumulazione, Carocci Editore, Roma, 2007;[16][17]
- Sai cos'è lo spread? Lessico economico non convenzionale, Bruno Mondadori Editore, Roma, 2012.
- Lavoro male comune, Bruno Mondadori Editore, Roma, 2013.
- Grateful Dead economy: la psichedelia finanziaria, Agenzia X, Milano, 2016.
- L’economia politica del comune. Sfruttamento e sussunzione nel capitalismo bio-cognitivo, DeriveApprodi, Roma, 2017.
- Cognitive Capitalism, Welfare and Labour. The Commonfare Hypothesis, with Alfonso Giuliani, Stefano Lucarelli e Carlo Vercellone, postface by Antonio Negri, Routledge, London 2019
- Valore, moneta e tecnologia. Capitalismo e scienza economica, DeriveApprodi, Roma 2021
- Reddito di base. Liberare il XXI secolo, coautori Sandro Gobetti, Cristina Morini, Rachele Serino, Momo Edizioni, Roma 2021

### Curatele
- Il lavoro autonomo di seconda generazione. Scenari del postfordismo in Italia, curato con Sergio Bologna, Feltrinelli, Milano, 1997;[18]
- Tute bianche. Disoccupazione di massa e reddito di cittadinanza, curato con Maurizio Lazzarato, DeriveApprodi, Roma, 1999;[19]
- Finanza fai da te. Borsa e risparmi nel mercato globale, introduzione di Christian Marazzi, DeriveApprodi, Roma, 2001;[20]
- La crisi economica globale, curato con Sandro Mezzadra, Ombre corte, Verona, aprile 2009. (Edizione inglese, Semiotext(e)- Mit Press, 2010;[21] Edizione giapponese, Ibunsha, 2010; Edizione tedesca, Unrast Verlag, 2010; Edizione spagnola, Traficantes de Sueños, 2009);[22]
- Cognitive Capitalism and its Reflections in South-Eastern Europe, curato con Vladimir Cvijanovic e Carlo Vercellone, Peter Lang, Frankfurt am Main, Berlin, Bern, Bruxelles, New York, Oxford, Wien, 2010;[23]

### Introduzioni
- Introduzione a: Gino Tedeschi e Tommaso Spazzali, Mi fletto ma non mi piego. Come orientarsi alla giungla della flessibilità, DeriveApprodi, Roma, 2002;[24]
- La finestra di fronte: la théorie de la régulation vista dall'Italia introduzione a Robert Boyer, Fordismo e Postfordismo. Il pensiero regolazionista, UBE, Milano, 2007, coautore Stefano Lucarelli;[25]
- Introduzione all'edizione italiana di André Orléan Dall'euforia al panico. Pensare la crisi finanziaria e altri saggi, Ombre Corte, Verona, 2010, coautore Stefano Lucarelli;[26]

### Contributi
- Tremonti: l'anomalo padano in Tremonti, il timoniere del Titanic di Giampiero Castellotti e Fabio Scacciavillani, Roma, Editori Riuniti, 2011. ISBN 978-88-359-9063-5

### Principali Articoli su Riviste Scientifiche
- A Financialized Monetary Economy of Production, International Journal of Political Economy, vol. 40, 2011, coautore Stefano Lucarelli;[27]
- Life put to work: Towards a life theory of value, Ephemera: Theory & Politics in Organization, vol. 10, n. 3, August 2010, coautore Cristina Morini;[28]
- Innovative Activity as Factor of Instability in a Monetary Production Economy, European Journal of Economic and Social Systems, Volume 21 – n° 2/2008;
- Basic Income and Productivity in Cognitive Capitalism, Review of Social Economics, Vol. LXVI, n. 1, March 2008, coautore Stefano Lucarelli;[29]
- A model of Cognitive Capitalism: a preliminary analysis, European Journal of Economic and Social Systems, vol. 20, n. 1/ 2007, coautore Stefano Lucarelli;[30]
- Flessibilità e gerarchie nel mercato del lavoro: il potere dell'economia sul diritto, Rivista Giuridica del lavoro e della previdenza sociale, Anno LII, 2001, n. 3.
- Special Issue on Birth and Start-Up of New Firms: Empirical Evidence: Introduction, Small Business Economics, Springer, vol. 6(2), 1994, coautori Giuliano Mussati e Marco Vivarelli.
- Italian industrial dynamics from the Seventies to the Eighties: some reflections on entrepreneurial activity, Entrepeneurship and Regional Development, vol. 5, 1993, coautore Giuliano Mussati.
- Attività innovativa, produttività ed occupazione: un'analisi teorica, L'Industria, n.1, 1991.
- Instabilità del mercato creditizio e prezzo relativo del credito: un'analisi teorica, Economia Politica, n.2, 1987.
- Elementi per una formulazione di un modello di circuito monetario, Studi Economici, n. 29, 1986.